# Frédéric Gaillard
Frédéric Gaillard, né le 20 janvier 1989 à La Bassée, est un footballeur français. Il joue au poste de défenseur ou de milieu défensif à Nœux-les-Mines.

## Carrière

### En club
Frédéric Gaillard intègre en 1998 le centre de formation du RC Lens. Il signe son premier contrat professionnel en 2006.
Le 14 mai 2008, Frédéric Gaillard reçoit le trophée Éric Sikora lors des Gaillettes d'Or, qui récompensent les meilleurs éléments du centre de formation de Lens aussi bien pour leurs qualités sportives que pour leur travail scolaire.
Il joue son premier match en équipe professionnelle le 9 mars 2009, lors du match Angers - Lens comptant pour la 26e journée du championnat de Ligue 2. Il entre en jeu à la 81e minute, remplaçant Romain Sartre, blessé. Quelques minutes plus tard, il dévie la frappe de Floyd Ayité, qui file aux fond des filets de Vedran Runje. Quelques jours après, il profite des absences de Chelle et de Sartre pour obtenir sa première titularisation, contre Ajaccio. Cette fois-ci, Gaillard est l'auteur d'un assez bon match en charnière centrale, qui n'évite cependant pas la défaite lensoise. 
Plus souvent présent avec l'équipe réserve qu'avec l'équipe professionnelle, Gaillard cherche un nouveau club pour la saison 2009-2010. En juin, il effectue un essai avec Châteauroux.
Après avoir résilié son contrat avec Lens, il rejoint finalement le Calais RUFC.Après 54 rencontres et 5 buts marqués en deux saisons il part au CS Avion pour la saison 2011/2012 il joue 22 matches. En 2012 il revient au Calais Racing Union football club la saison 2012/2013 alors que le club joue en CFA 2 il joue 26 rencontres et marque deux buts , la saison suivante le club est interdit de montée par la DNCG , il décide de rester au CRUFC , en 2014 il est champion de CFA 2 avec son équipe et monte en CFA. De 2014 à 2016 il joue 53 matches et marque deux buts toutes compétitions confondues avec un total de 4774 minutes jouées Lors de la saison 2016/2017 le joueur évolue toujours en CFA ,pour sa cinquième année consécutive au club.

## Palmarès
- Champion de France de Ligue 2 en 2009 avec le Racing Club de Lens
- Champion de France de CFA2 en 2010 (Groupe A) et en 2011 (Groupe B) avec le Calais RUFC
- Sélectionné en équipe de France des moins de 17 ans

## Statistiques
| Saison    | Club        | Championnat | Championnat | Championnat | Coupe nationale | Coupe nationale | Coupe de la Ligue | Coupe de la Ligue | Total | Total |
| Saison    | Club        | Division    | M.          | B.          | M.              | B.              | M.                | B.                | M.    | B.    |
| 2008-2009 | RC Lens     | Ligue 2     | 2           | 0           | -               | -               | -                 | -                 | 2     | 0     |
| 2009-2010 | Calais RUFC | CFA2        | 27          | 3           | -               | -               | -                 | -                 | 27    | 3     |
| 2010-2011 | Calais RUFC | CFA2        | 26          | 2           | -               | -               | -                 | -                 | 26    | 2     |
| 2011-2012 | CS Avion    | CFA         | 22          | 0           | -               | -               | -                 | -                 | 22    | 0     |
| 2012-2013 | Calais RUFC | CFA2        | 26          | 2           | -               | -               | -                 | -                 | 26    | 2     |
| 2013-2014 | Calais RUFC | CFA2        | 25          | 0           | -               | -               | -                 | -                 | 25    | 0     |
| 2014-2015 | Calais RUFC | CFA         | 28          | 0           | -               | -               | -                 | -                 | 28    | 0     |
| 2015-2016 | Calais RUFC | CFA         | 25          | 2           | -               | -               | -                 | -                 | 25    | 2     |